# Balesquita Giráldez

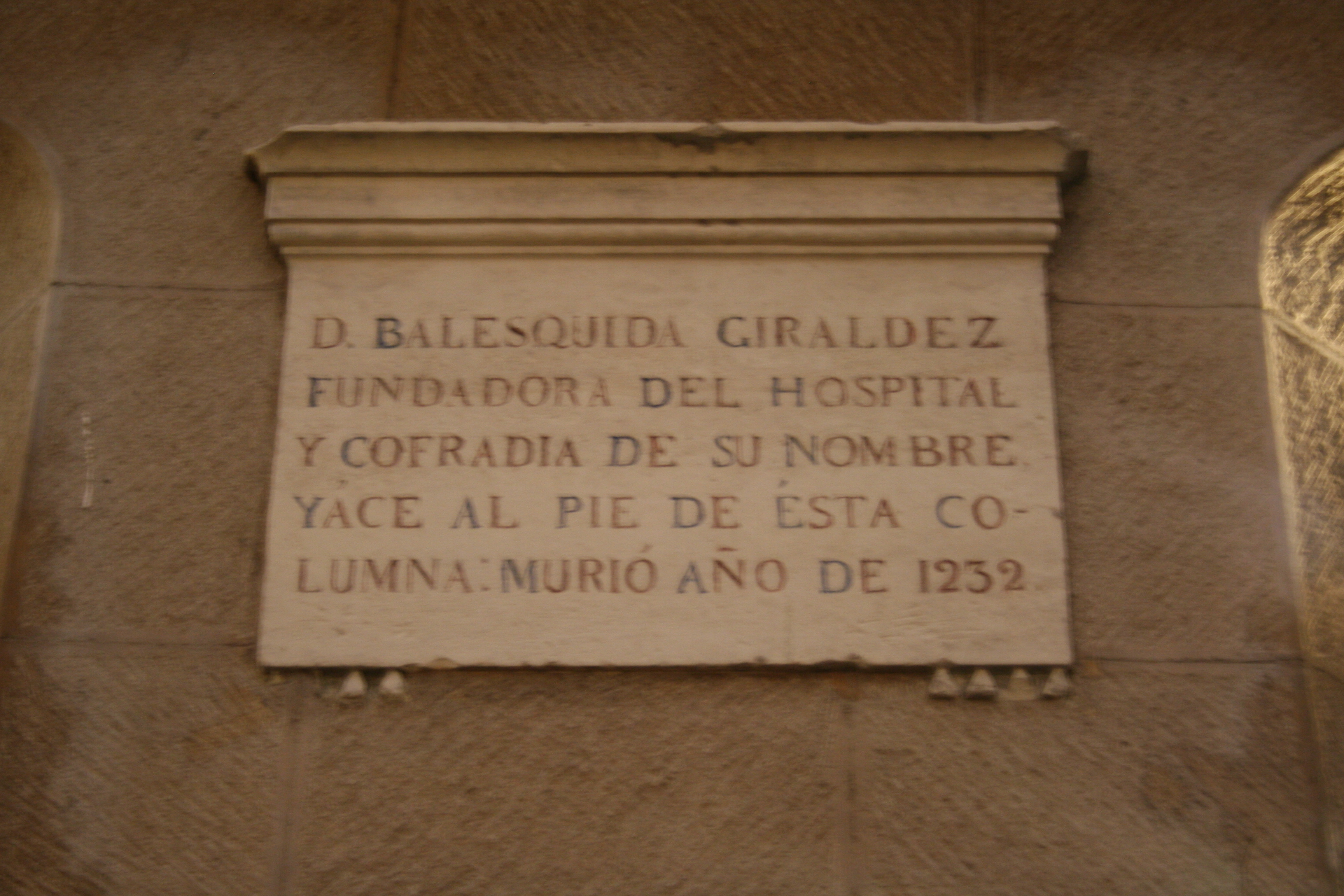
Placa situada en la columna en donde está enterrada Balesquita Giráldez.

Doña Velasquita Giráldez o Balesquita Giráldez (¿? - 1232) fue una rica dama ovetense de origen franco famosa por sus obras de caridad. Fue esposa de Fernando Gonzálviz y fundadora de una cofradía religiosa-profesional.

## Biografía
De nivel burgués aunque de hidalguía no contrastada, sí es señalada como doña en los documentos. En el siglo XII ya hay documentada una comunidad de francos (la mayoría procedentes de la actual Francia) en Oviedo. 
Entre sus obras está la donación a la cofradía de sastres un hospital junto con su ajuar.
Otra donación suya fueron terrenos de rosales de su propiedad a la cofradía situados en la calle denominada hoy en día El Rosal en Oviedo.
Su cuerpo está enterrado en un pilar de la iglesia de San Tirso.
En Oviedo, ciudad de la que fue benefactora, hay una calle con su nombre desde 1969. Asimismo cada año se celebra en la ciudad la Fiesta del Martes de Campo, en honor a la donación a los sastres, día festivo en la ciudad en el que además de un procesión, es común pasar la jornada con comida y bebida en los parques del municipio.